# Каспер
Каспер (англ. Casper) — місто (англ. city) в США, в окрузі Натрона штату Вайомінг. Населення — 59 038 осіб (2020).

## Географія
Каспер розташований за координатами 42°50′26″ пн. ш. 106°19′13″ зх. д. / 42.84056° пн. ш. 106.32028° зх. д. (42.840532, -106.320168).  За даними Бюро перепису населення США в 2010 році місто мало площу 70,57 км², з яких 69,68 км² — суходіл та 0,88 км² — водойми.

### Клімат
| Клімат : Каспер                            | Клімат : Каспер | Клімат : Каспер | Клімат : Каспер | Клімат : Каспер | Клімат : Каспер | Клімат : Каспер | Клімат : Каспер | Клімат : Каспер | Клімат : Каспер | Клімат : Каспер | Клімат : Каспер | Клімат : Каспер | Клімат : Каспер |
| Показник                                   | Січ.            | Лют.            | Бер.            | Квіт.           | Трав.           | Черв.           | Лип.            | Серп.           | Вер.            | Жовт.           | Лист.           | Груд.           | Рік             |
| Абсолютний максимум, °C                    | 15,6            | 20,0            | 25,0            | 28,9            | 35,0            | 38,9            | 40,0            | 38,9            | 36,7            | 30,6            | 22,2            | 18,3            | 40,0            |
| Середній максимум, °C                      | 1,8             | 3,2             | 8,8             | 13,8            | 19,5            | 26,0            | 31,2            | 30,2            | 23,5            | 15,2            | 7,1             | 1,2             | 15,2            |
| Середній мінімум, °C                       | −9,8            | −9,1            | −5,3            | −1,9            | 2,9             | 7,6             | 11,7            | 10,8            | 5,2             | −0,6            | −5,8            | −10,3           | −0,3            |
| Абсолютний мінімум, °C                     | −40             | −35,6           | −29,4           | −21,1           | −8,9            | −2,2            | −1,1            | −1,7            | −9,4            | −22,2           | −32,8           | −40,6           | −40,6           |
| Середня кількість сонячних годин на місяць | 186             | 198             | 248             | 270             | 279             | 330             | 341             | 310             | 270             | 217             | 180             | 155             | 2984            |
| Норма опадів, мм                           | 12              | 14              | 21              | 33              | 51              | 41              | 36              | 22              | 27              | 28              | 19              | 15              | 320             |
| Днів з опадами                             | 6,1             | 6,9             | 8,5             | 10,2            | 11,2            | 9,3             | 7,7             | 6,2             | 6,9             | 7,6             | 6,9             | 7,3             | 94,6            |
| Днів зі снігом                             | 6,5             | 7,5             | 7,7             | 6,4             | 1,7             | 0               | 0               | 0               | 0               | 4,2             | 6,3             | 7,5             | 48,6            |
| ------------------------------------------ | --------------- | --------------- | --------------- | --------------- | --------------- | --------------- | --------------- | --------------- | --------------- | --------------- | --------------- | --------------- | --------------- |
| Джерело: NOAA (extremes 1939–present)      |                 |                 |                 |                 |                 |                 |                 |                 |                 |                 |                 |                 |                 |

## Демографія
Згідно з переписом 2010 року, у місті мешкало 55 316 осіб у 22 794 домогосподарствах у складі 14 237 родин. Густота населення становила 784 особи/км².  Було 24536 помешкань (348/км²).
Расовий склад населення:
| - 92,3 % — білих - 1,0 % — чорних або афроамериканців - 0,9 % — корінних американців - 0,8 % — азійців - 2,3 % — осіб інших рас |

До двох чи більше рас належало 2,6 %. Частка іспаномовних становила 7,4 % від усіх жителів.
За віковим діапазоном населення розподілялося таким чином: 23,9 % — особи молодші 18 років, 63,2 % — особи у віці 18—64 років, 12,9 % — особи у віці 65 років та старші. Медіана віку мешканця становила 36,0 року. На 100 осіб жіночої статі у місті припадало 99,0 чоловіків;  на 100 жінок у віці від 18 років та старших — 96,5 чоловіків також старших 18 років.
Середній дохід на одне домашнє господарство  становив 73 761 долар США (медіана — 57 790), а середній дохід на одну сім'ю — 86 350 доларів (медіана — 71 203). Медіана доходів становила 51 618 доларів для чоловіків та 35 779 доларів для жінок. За межею бідності перебувало 10,5 % осіб, у тому числі 15,0 % дітей у віці до 18 років та 6,0 % осіб у віці 65 років та старших.
Цивільне працевлаштоване населення становило 30 928 осіб. Основні галузі зайнятості: освіта, охорона здоров'я та соціальна допомога — 21,4 %, роздрібна торгівля — 12,1 %, мистецтво, розваги та відпочинок — 10,5 %.
За даними перепису 2000 року,
на території муніципалітету мешкало 49644 людей, було 20343 садиб та 13141 сімей.
Густота населення становила 800,3 осіб/км². Було 21872 житлових будинків.
З 20343 садиб у 31,8 % проживали діти до 18 років, подружніх пар, що мешкали разом, було 49,6 %,
садиб, у яких господиня не мала чоловіка — 11,1 %, садиб без сім'ї — 35,4 %.
Власники 29,1 % садиб мали вік, що перевищував 65 років, а в 10,2 % садиб принаймні одна людина була старшою за 65 років.
Кількість людей у середньому на садибу становила 2,38, а в середньому на родину 2,94.
Середній річний дохід на садибу становив 36 567 доларів США, а на родину — 46 267. доларів США.
Чоловіки мали дохід 34 905 доларів, жінки — 21 810 доларів.
Дохід на душу населення був 19 409 доларів.
Приблизно 8,5 % родин та 11,4 % населення жили за межею бідності.
Серед них осіб до 18 років було 15,4 %, і понад 65 років — 7,3 %.
Середній вік населення становив 36 років.